# 北斗企鹅工作室
北斗企鹅工作室（TrioPen Studio）是中国北京一个主要为动画、游戏配音的团队，于2012年由皇贞季、山新等人创立。目前与中国大陸多个动画厂商有合作关系。
2022年初，北斗企鹅工作室分家，原成员藤新自立门户，建立独立的“藤韵文化”配音团队，郝祥海、图特哈蒙等大多数成员也跟随藤新一同离开。